# Tolu Latu
Tolu Latu (Tofoa, 23 febbraio 1993) è un rugbista a 15 australiano di origine tongana, internazionale per l'Australia, che gioca come tallonatore per lo Stade français in Top 14.

## Biografia
Latu nacque a Tonga ed all'età di due anni si trasferì a Sydney in Australia. Iniziò a praticare il rugby nei club del sobborgo di Canterbury dove abitava. A sedici anni entrò a far parte del settore giovanile della squadra dell'università di Sydney, con la quale esordì nella vittoriosa stagione 2013 dello Shute Shield. Le sue prestazioni portarono i Waratahs a metterlo sotto contratto per il Super Rugby 2014, torneo che si aggiudicò all'esordio. L'anno successivo debuttò anche nel National Rugby Championship con la maglia dei Sydney Stars; a causa dello scioglimento della squadra dopo una sola stagione, si trasferì poi nei NSW Country Eagles dove rimase altre tre annate. Conquistò una seconda volta lo Shute Shield con la maglia del suo club formatore nel 2018. Nel frattempo aveva disputato quattro stagioni di Super Rugby con i Waratahs, raggiungendo in due occasioni le semifinali. Al termine dell'edizione 2019 del torneo australe lasciò la franchigia australiana, accasandosi in Francia allo Stade français.
Latu disputò con la nazionale australiana di categoria le edizioni 2012 e 2013 del Campionato mondiale giovanile di rugby. Nel 2014 il commissario tecnico dell'Australia Ewen McKenzie lo incluse nella squadra per il The Rugby Championship 2014, ma un infortunio gli precluse la partecipazione. Dovette aspettare altri due anni per il suo debutto internazionale, che avvenne nel primo incontro del tour europeo del novembre 2016 contro il Galles. Il ct Michael Cheika lo schierò poi in tutte le successive tre partite della sessione autunnale. Ritornò negli Wallabies in occasione delle tre sfide contro l'Irlanda del giugno 2018, per poi ottenere altre cinque presenze tra il The Rugby Championship 2018 e la tournée novembrina. Dopo aver preso parte al The Rugby Championship 2019 ed all'ultima sfida della Bledisloe Cup, fu annunciata la sua inclusione tra i convocati definitivi per la Coppa del Mondo di rugby 2019. Nel corso della competizione iridata giocò dal primo minuto quattro partite, tra cui il quarto di finale perso contro l'Inghilterra, e marcò i suoi primi punti internazionali segnando due mete nella prima giornata contro Figi.
Nel 2015 Latu ottenne due presenze con il prestigioso club ad inviti dei Barbarians con cui giocò due incontri.

## Palmarès
- Super Rugby: 1
Waratahs: 2014